# Durgi
Durgi là một mandal thuộc huyện Guntur, bang Andhra Pradesh. Durgi stone craft originated here in the 15th century.